# Jazzo Pilella

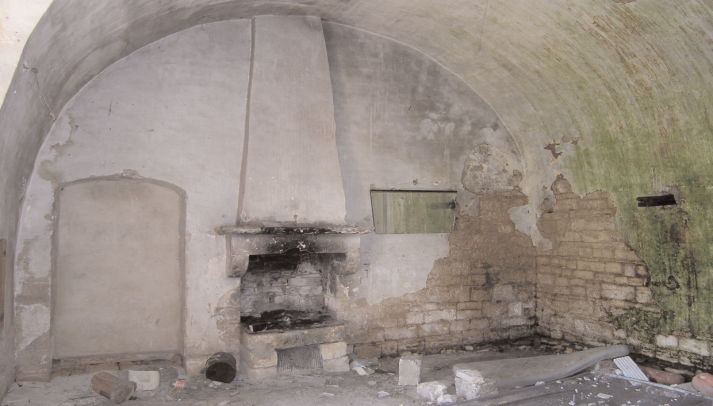
La sala di Jazzo Pilella

Lo jazzo Pilella è uno jazzo del XIX secolo sito nell'agro di Ruvo di Puglia

## Descrizione
Lo jazzo Pilella fu costruito nel 1819 a ridosso di una collina a sud di Ruvo, con un dislivello di quattro metri rispetto alla valle. La struttura, abbastanza vasta, è circondata da imponenti muretti a secco e presenta un'ampia costruzione adibita a residenza (come si evince dalla ripartizione dell'edificio in quattro ambienti di cui due utilizzati come sala e bagno). Sono collegati all'edificio una stalla con mangiatoie e un deposito. Nello jazzo sono presenti due ulteriori stalle. L'intero complesso è in stato di degrado sebbene utilizzato attualmente solo come deposito.